# Безверховское сельское поселение
Безверховское се́льское поселе́ние — сельское поселение в Хасанском районе Приморского края.
Административный центр — село Безверхово.

## История
Статус и границы сельского поселения установлены Законом Приморского края от 6 декабря 2004 года № 187-КЗ «О Хасанском муниципальном районе»

## Население
| 2010  | 2011  | 2012  | 2013  | 2014  | 2015  | 2016  |
| ----- | ----- | ----- | ----- | ----- | ----- | ----- |
| 1235  | ↘1230 | ↘1204 | ↘1188 | ↘1168 | ↘1156 | ↗1158 |
| 2017  | 2018  | 2019  | 2020  | 2021  |       |       |
| ↘1142 | ↘1141 | ↘1119 | ↘1080 | ↘853  |       |       |

## Состав сельского поселения
| № | Населённый пункт | Тип населённого пункта       | Население |
| - | ---------------- | ---------------------------- | --------- |
| 1 | Безверхово       | село, административный центр | ↘889      |
| 2 | Кедровый         | железнодорожная станция      | ↗33       |
| 3 | Нарва            | село                         | →2        |
| 4 | Перевозная       | село                         | ↘284      |
| 5 | Сухая Речка      | село                         | ↘15       |

## Местное самоуправление
Администрация
Адрес: 692721, с. Безверхово, ул. Советская, 23-А. Телефон: 8 (42331) 93-1-18
Глава администрации
- Корниенко Василий Александрович